# Pascual Duarte
Pascual Duarte és una pel·lícula espanyola dirigida per Ricardo Franco, estrenada el 1976. Adaptació d'una cèlebre novel·la de Camilo José Cela. Ha estat doblada al català.

## Argument
Pascual Duarte és un camperol espanyol, caçador furtiu, recluta per força en la guerra de l'Àfrica, pobra, eixut, posseït per la mala sort que es manifesta a través dels seus llargs silencis i les seves mirades que es perden en el buit.
Igual com milers, potser milions d'espanyols de l'època trista i brutal que durant les primeres dècades del segle XX s'alça com a mostra poderosa i irrebatible de les tremendes diferències socials i culturals que assolen i conformen la identitat col·lectiva del país, Duarte viu envoltat d'una violència estructural que a poc a poc s'apropia de fins i tot els seus actes més mínims.
Mentrestant, aquesta mateixa societat que el força a l'ostracisme, a la solitud i a l'autodestrucció no tarda a jutjar-lo, convertint-lo en una víctima més que només espera un destí tràgic.

## Repartiment
- José Luis Gómez: Pascual Duarte
- Diana Perez de Guzman: Rosario
- Paca Ojea: mare de Pascual
- Héctor Alterio: Esteban Duarte Diniz
- Eduardo Calvo: Don Jesús
- Joaquín Hinojosa: Paco López, "El Estirao"

## Premis
- Premi a la interpretació masculina (Festival de Canes) per José Luis Gómez
- Premi Sant Jordi de Cinematografia al millor actor espanyol per José Luis Gómez